# Lee Stensness
Pas d'image ? Cliquez ici

a Compétitions nationales et continentales officielles uniquement.

b Matchs officiels uniquement.
Dernière mise à jour le 3 février 2019.
 Lee Stensness, né le 24 décembre 1970 à Auckland, est un joueur de rugby à XV, qui a joué avec l'équipe de Nouvelle-Zélande, les Blues et le Stade toulousain, évoluant au poste de centre ou de demi d'ouverture (1,80 m).

## Carrière

### Clubs et province
Il a joué dix matchs de Coupe d'Europe avec le Stade toulousain.

### Équipe nationale
Il a eu sa première cape internationale le 3 juillet 1993, à l’occasion d’un match contre Lions britanniques. Sa dernière sélection fut contre l'équipe d'Afrique du Sud, le 18 juillet, 1997.

## Palmarès

### Club et province
- Championnat de France de rugby à XV :
  - Vainqueur (2) : 1999 et 2001 avec le Stade toulousain
- Super 12 : 
  - Vainqueur (3) : 1996 et  1997 et 2003 avec les Blues

- 52 matchs de Super 12 avec les Blues
- 80 matchs avec la province de Auckland et 33 avec Manawatu

### Équipe nationale
- Vainqueur du Tri-nations en 1997.

## Statistiques

### En équipe nationale
De 1993 à 1997, Lee Stensness compte 8 sélections avec les All-Blacks, inscrivant 15 points. Avec les Kiwis, il participe à une édition du Tri-nations en 1997.